# Concerto pour piano no 7 de Mozart
Lodron
Pour les articles homonymes, voir Concerto pour piano (homonymie).
Le Concerto pour piano no 7 en fa majeur K. 242 "Lodron" est un concerto pour trois pianos de Mozart, composé en février 1776 à la demande de la comtesse Antonia Lodron (it), sœur du prince archevêque Hieronymus Colloredo, qui voulait une œuvre spéciale qu'elle jouerait avec ses deux filles Aloisia et Josepha.

## Historique
Mozart a joué souvent ce concerto: une fois en 1777 à Augsbourg avec Johann Andreas Stein, le facteur de pianoforte, une fois à Mannheim avec Rose Cannabich, Louise Weber et Thérèse Pierron Serrarius. Mozart a remanié le concerto pour en faire une version pour deux pianos qu'il a fait apprendre à son élève Josepha Auernhammer. La première publication en 1802 à Offenbach-sur-le-Main est la version pour deux pianos

## Instrumentation
| Instrumentationdu concerto pour piano no 7                           |
| Solistes                                                             |
| 3 (ou 2) pianos                                                      |
| Cordes                                                               |
| premiers violons, seconds violons, altos, violoncelles, contrebasses |
| Bois                                                                 |
| 2 hautbois                                                           |
| Cuivres                                                              |
| 2 cors en fa (en si bémol dans l'Adagio)                             |

## Structure
Le concerto comprend 3 mouvements :
1. Allegro, en fa majeur, à , 265 mesures
2. Adagio, en si bémol majeur, à , cadence à la mesure 62, 65 mesures
3. Rondo - tempo di minuetto, en fa majeur, à 

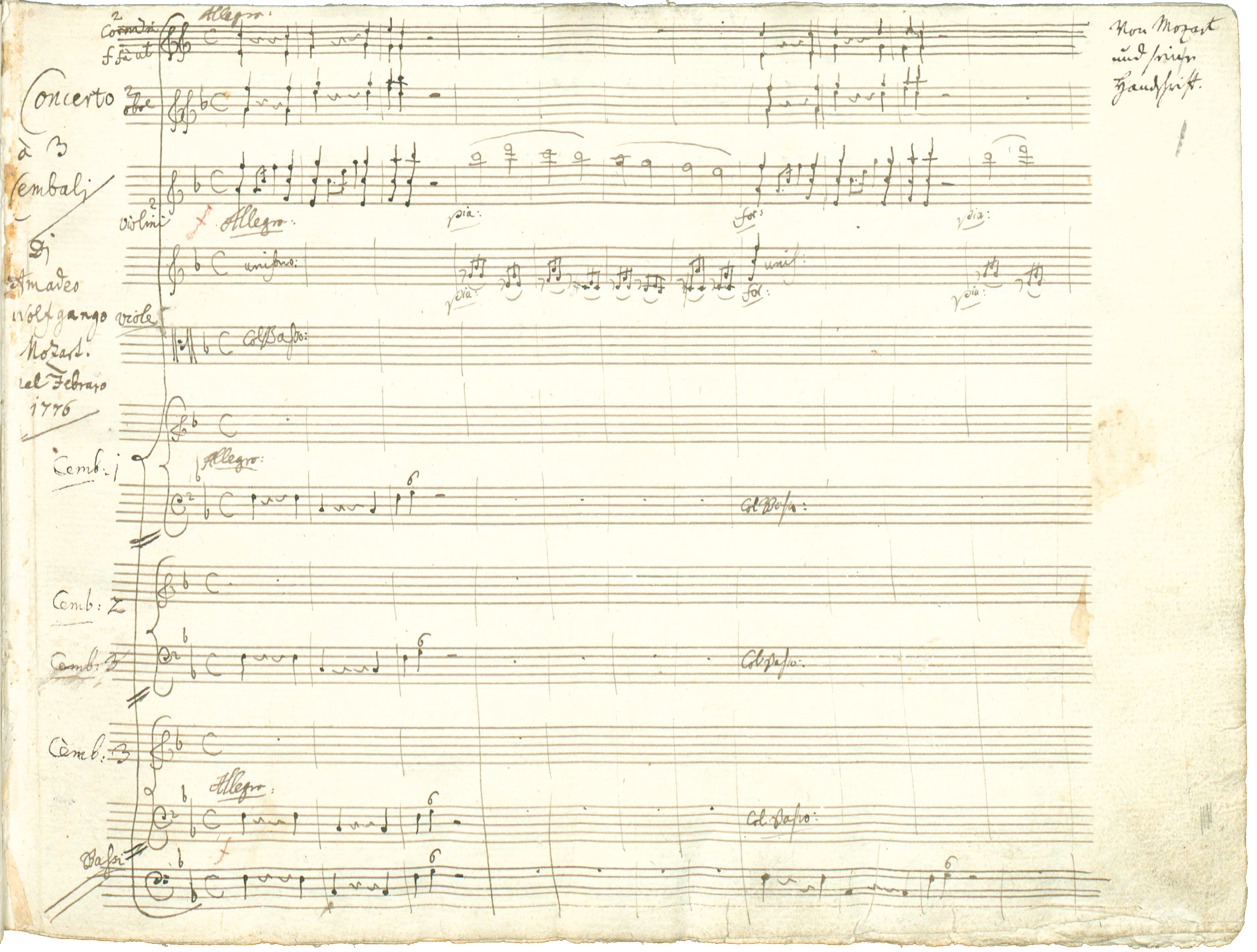
Concerto pour 3 pianos K 242, manuscrit autographe

, 212 mesures

Durée : environ 23 minutes